# Окумура Тосинобу
Окумура Тосинобу (яп.:奥村 利信; англ.: Okumura Tosinobu; ок. 1709 — после 1751) — японский художник жанра укиё-э периода Эдо.

## Жизнь и творчество
Происходил из семьи художников. По одной из версий, родился приблизительно в 1709 году. На протяжении 1723—1728 годов был учеником художника Окумура Масанобу, который, вероятно, был старшим братом или отцом Тосинобу (по одной из версий — названым отцом). Творчество начинается с 1716 года, длилась до 1751 года. Дальнейшая судьба Окумура Тосинобу неизвестна.
Большинство работ Тосинобу относятся к эпохе Генбун (1716—1741). Создавал гравюры в стилях бени-э («красные картинки») и уруси-э («лаковые картины»). При создании последних использовал тушь, в которую подсыпал специальный клей на животной основе, и выделил с её помощью отдельные детали чёрными глянцевыми линиями. Чтобы создать ещё более нарядный образ, художник использовал латунный порошок, блеск которого напоминает золото. Также он работал в жанре якуся-э (портреты актёров), преимущественно изображал актёров театра кабуки.
Многие из его произведений изображают людей, что продают вещи. Любил изображать романтические сцены. Известными работами являются «Торговец веерами», «Дайкоку и Соки играют в шахматы», «Актер Савамура Содзюро», «Куртизанка, что ми фонаря», «Женщина, что употребляет саке».

## Галерея

Работы Окумура Тосинобу
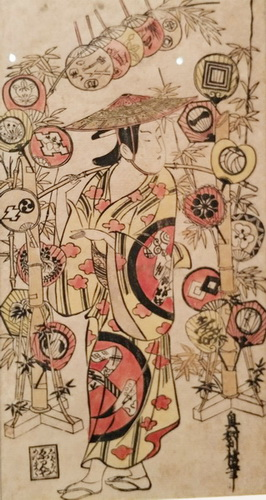
«Торговец веерами»
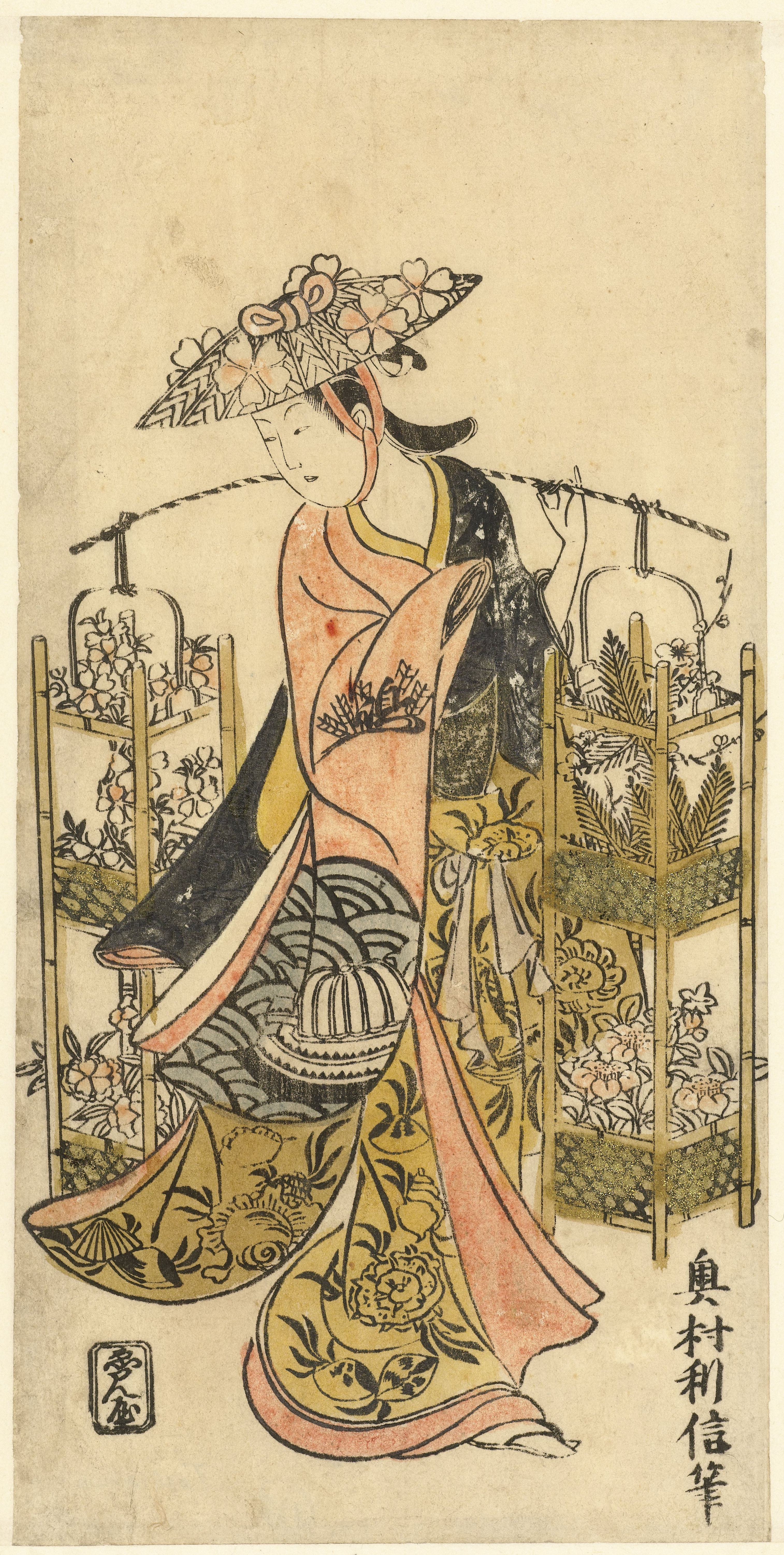
«Продавец цветов»